# Truyền tinh dịch qua miệng

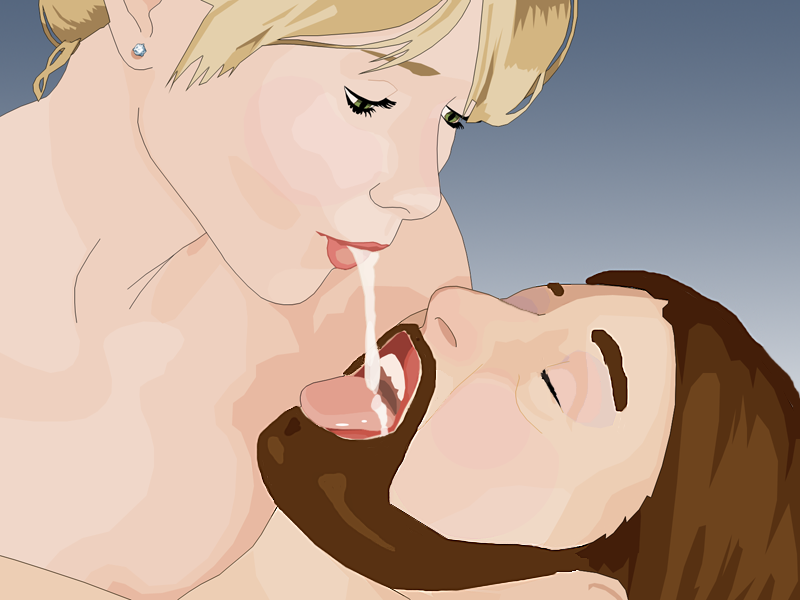
Minh hoa truyền tinh dịch qua miệng

Truyền tinh dịch qua miệng (tiếng Anh: snowballing hay snowdropping) là từ tiếng lóng chỉ hành vi ngậm tinh dịch của người khác và truyền lại vào miệng của người đó (hoặc một người thứ ba). Truyền tinh dịch bằng miệng như thế này có thể qua hôn môi hoặc nhổ trực tiếp.